# Ecossistemas Amazônicos : Igapós
Igapós são florestas alagadas da Amazônia com vegetação adaptada aos períodos de inundação. Essas áreas abrigam árvores de porte médio e uma rica biodiversidade, servindo como habitat para várias espécies de fauna e flora adaptadas ao ambiente alagado. As florestas pantanosas de água doce são encontradas em diversas zonas climáticas, desde as boreais, passando pelas temperadas e subtropicais até as tropicais. Na bacia do rio Amazonas, uma floresta sazonalmente inundada por água branca é conhecida como várzea, que é semelhante ao igapó em muitos aspectos; a principal diferença entre os dois habitats está no tipo de água que inunda a floresta. O igapó é periodicamente inundada por rios de águas claras ou pretas que drenam formações geológicas antigas e com baixos a intermediários níveis de nutrientes e acidez.

## Etimologia
"Igapó" é um termo oriundo do tupi antigo e significa "raízes d'água", através da junção dos termos 'y ("água") e apó ("raiz").

## Tipos de Igapós
- Igapós de águas pretas:

O rio Negro, principal rio de águas pretas do Brasil e grande afluente do Rio Amazonas, drena sedimentos terciários constituídos por solos cauliníticos. A coloração escura de suas águas é atribuída ao alto teor de substâncias húmicas provenientes da lixiviação de solos podzólicos. Sua origem remonta ao escudo pré-cambriano da região norte da Bacia Amazônica. A água é pobre em nutrientes e eletrólitos, com predominância de sódio entre os cátions, e apresentando baixa alcalinidade. Os valores de pH e condutividade elétrica são inferiores a 5,0 e 25 μS cm-1, respectivamente. Além disso, nesses igapós, são comuns espécies de plantas flutuantes ou emergentes como as  Nymphaeaceae, Marantaceae, Araceae e Pontederiaceae. 
- Igapós de águas claras:

Os rios de água clara, como o Xingu e o Tapajós, drenam sedimentos terciários intensamente degradados, compostos por solos cauliníticos, apresentando grande variabilidade em suas características físico-químicas. Nesse sentido, são considerados intermediários, em termos de conteúdo nutritivo, entre os de água preta e branca. As bacias hidrográficas desses rios têm suas cabeceiras nos escudos arqueanos/pré-cambrianos do Brasil Central e da Guiana, sendo caracterizadas por valores de pH que variam entre 5,0 e 7,0 e condutividade elétrica na faixa de 10–53,6 μS cm-1. A transparência da água pode atingir até 355 cm ou mais; mas valores de transparência inferiores a 100 cm também são comuns nesses rios.

## Flora e Fauna
Entre as famílias de plantas que mais se destacam em ecossistemas amazônicos de igapós estão as Fabaceae, Lecythidaceae, Euphorbiaceae, Malvaceae e Aracaceae. Algumas espécies são a Ceiba pentandra e a Hevea brasiliensis.O crescimento de árvores e arbustos nos igapós é menor em altura, porém apresenta uma maior densidade de madeira em comparação com aqueles encontrados em planícies de várzeas. A estrutura da floresta, a composição florística e a fenologia das árvores são influenciadas pelos padrões de inundação das florestas amazônicas devido às diferenças na carga de nutrientes das águas de inundação. Além disso, o excesso de água em condições complexas, como a restrição de troca de gases, hipóxia, anóxia, e altas concentrações de CO2 no sistema radicular, submete as florestas inundadas a um estresse ambiental, o que molda sua estrutura
Essa dinâmica não apenas influencia a estrutura das comunidades de plantas, mas também a distribuição dos animais em escala local e de paisagem.  Diversos estudos indicam que os padrões de inundação na Amazônia exercem forte influência na estruturação de assembleias de aves, mamíferos voadores e não voadores, primatas e tartarugas. Entre as espécies de morcegos mais abundantes em igapós, destacam-se Carollia perpicillata e Artibeus obscurus. E o primatas Cacajao ouakary, utiliza os igapós como um habitat principal, outras, como os Alouatta, apresentam registros ocasionais nesses ambientes.
Muitos estudos demonstram que os igapós, em comparação com várzeas e terra firme, apresentam menor diversidade e abundância de animais, devido a influência das inundações. No entanto, as tartarugas não seguem esse padrão, pois os igapós apresentam maiores concentrações de fósforo em seus solos, comparáveis aos de várzea e terra firme. Esse fósforo é absorvido pelas tartarugas através da alimentação de perifíton.
As áreas de igapó são cruciais para a sobrevivência das tartarugas, e sua ecologia e fisiologia são altamente influenciadas pelas inundações. Durante as estações de cheia, as tartarugas entram nos igapós para se alimentar de frutos, algas e sementes. Na estação seca, os adultos migram para os rios, enquanto os juvenis e subadultos permanecem em lagos e poças formadas pelo recuo das águas.
O igapó é um ambiente dinâmico. À medida que a floresta é inundada, novos territórios são cobertos pela água diariamente, até que os níveis de água atinjam o pico após cerca de 7 meses. Essa dinâmica proporciona uma variedade de habitats durante o período de inundação. Algumas espécies, como a Tartarugas gigantes da Amazônia adultas e as tartarugas pintadas de rio, exploram o chão da floresta em busca de alimento e, durante o pico das águas, quando os níveis podem ultrapassar 8 metros acima dos níveis da estação seca, essas tartarugas buscam alimento nas copas das árvores.
Entre as espécies de tartarugas registradas em igapós, destacam-se Podocnemis erythrocephala, Podocnemis unifilis, Podocnemis expansa, Podocnemis sextuberculata, Peltocephalus dumerilianus, Chelus fumbriatus e Mesoclemmys raniceps.

## Impactos Ambientais
Os Igapós, enfrentam sérias ameaças causadas por atividades humanas. Entre elas, a construção de barragens para hidrelétricas tem causado um impacto severo nos ciclos de inundação, essenciais para a dinâmica ecológica dessas florestas, alterando processos como germinação de sementes e padrões de distribuição de espécies. Além disso, o desmatamento para agricultura, pecuária e expansão urbana resulta em fragmentação de habitats, perda de espécies endêmicas e redução da capacidade de regeneração natural. A mineração e a poluição por mercúrio, comprometem a qualidade da água e afetam negativamente a fauna local, incluindo peixes e quelônios, essenciais para o equilíbrio ecológico. A exploração madeireira seletiva também degrada áreas sensíveis, alterando sua composição florística e funcionalidade ecológica. Tais intervenções destacam a necessidade urgente de políticas públicas voltadas para a conservação e o manejo sustentável, além de esforços científicos para compreender melhor os efeitos das mudanças climáticas e promover a recuperação de áreas degradadas.
1. 1 2  Myster, Randall W., ed. (2018). Igapó (Black-water flooded forests) of the Amazon Basin (em inglês). Cham: Springer International Publishing
2. ↑  Prance, Ghillean T. (1 de janeiro de 1979). «Notes on the vegetation of amazonia III. The terminology of amazonian forest types subject to inundation». Brittonia (em inglês) (1): 26–38. ISSN 1938-436X. doi:10.2307/2806669. Consultado em 12 de dezembro de 2024
3. ↑  Eduardo De Almeida Navarro (2007). Dicionário Tupi Antigo A Língua Indígena Clássica Do Brasil. [S.l.: s.n.]
4. ↑  Sioli, Harald (1968). «Hydrochemistry and geology in the Brazilian Amazon region» (PDF). Amazoniana. 3: 267-277
5. ↑  Furch, K. (1984).  Sioli, Harald, ed. «Water chemistry of the Amazon basin: The distribution of chemical elements among freshwaters». Dordrecht: Springer Netherlands: 167–199. ISBN 978-94-009-6544-7. doi:10.1007/978-94-009-6542-3_6. Consultado em 12 de dezembro de 2024
6. 1 2  «Chemistry Of Different Amazonian Water Types For River Classification: A Preliminary Review». doi:10.2495/ws130021. Consultado em 12 de dezembro de 2024
7. ↑  Junk, Wolfgang J (1983). «Ecologia de pântanos no Médio Amazonas.». Elsevier Science Ltd: 269-294
8. ↑  Ferreira, Cristiane Silva; Piedade, Maria Teresa Fernandez; Wittmann, Astrid de Oliveira; Franco, Augusto César (5 de agosto de 2010). «Plant reproduction in the Central Amazonian floodplains: challenges and adaptations». AoB PLANTS (em inglês). ISSN 2041-2851. PMC 3000700. PMID 22476067. doi:10.1093/aobpla/plq009. Consultado em 12 de dezembro de 2024
9. ↑  Lopes, Aline; Wittmann, Florian; Schöngart, Jochen; Piedade, Maria Teresa Fernandez (1 de junho de 2014). «HERBÁCEAS AQUÁTICAS EM SEIS IGAPÓS NA AMAZÔNIA CENTRAL:  COMPOSIÇÃO E DIVERSIDADE DE GÊNEROS». REVISTA GEOGRÁFICA ACADÊMICA (1). ISSN 1678-7226. Consultado em 12 de dezembro de 2024
10. ↑  Prance, Ghillean T. (janeiro de 1979). «Notes on the Vegetation of Amazonia III. The Terminology of Amazonian Forest Types Subject to Inundation». Brittonia (1). 26 páginas. doi:10.2307/2806669. Consultado em 12 de dezembro de 2024
11. ↑  Ayres, José Marció (1993). «As matas de várzea do Mamirauá (MCT-CNPq- Programa do trópico úmido)» (PDF). Sociedade civil de Mamirauá, Brasil
12. ↑  «Portal .periodicos. CAPES - Portal .periodicos. CAPES». Portal de Periódicos da CAPES. doi:10.1007/s40415-016-0315-6. Consultado em 13 de dezembro de 2024
13. ↑  Junk, Wolfgang J.; Piedade, Maria T. F.; Parolin, Pia; Wittmann, Florian; Schöngart, Jochen (2011).  Junk, Wolfgang J.; Piedade, Maria T. F.; Wittmann, Florian; Schöngart, Jochen; Parolin, Pia, eds. «Ecophysiology, Biodiversity and Sustainable Management of Central Amazonian Floodplain Forests: A Synthesis». Dordrecht: Springer Netherlands (em inglês): 511–540. ISBN 978-90-481-8725-6. doi:10.1007/978-90-481-8725-6_24. Consultado em 12 de dezembro de 2024
14. ↑  Bailey-Serres, Julia; Colmer, Timothy D. (2014). «Plant tolerance of flooding stress – recent advances». Plant, Cell & Environment (em inglês) (10): 2211–2215. ISSN 1365-3040. doi:10.1111/pce.12420. Consultado em 12 de dezembro de 2024
15. ↑  Kubitzki, K. (1 de março de 1989). «The ecogeographical differentiation of Amazonian inundation forests». Plant Systematics and Evolution (em inglês) (1): 285–304. ISSN 1615-6110. doi:10.1007/BF00936922. Consultado em 12 de dezembro de 2024
16. ↑  Junk, Wolfgang J (1983). «Ecologia de pântanos no Médio Amazonas.». Elsevier Science Ltd: 269-294
17. ↑  Haugaasen, Torbjørn; Peres, Carlos Augusto (março de 2006). «Floristic, edaphic and structural characteristics of flooded and unflooded forests in the lower Rio Purús region of central Amazonia, Brazil». Acta Amazonica (1): 25–35. ISSN 0044-5967. doi:10.1590/S0044-59672006000100005. Consultado em 12 de dezembro de 2024
18. ↑  Pereira, Maria João Ramos; Marques, João Tiago; Santana, Joana; Santos, Carlos David; Valsecchi, João; De Queiroz, Helder Lima; Beja, Pedro; Palmeirim, Jorge M. (novembro de 2009). «Structuring of Amazonian bat assemblages: the roles of flooding patterns and floodwater nutrient load». Journal of Animal Ecology (em inglês) (6): 1163–1171. ISSN 0021-8790. doi:10.1111/j.1365-2656.2009.01591.x. Consultado em 12 de dezembro de 2024
19. ↑  Lehman, Shawn; McCoogan, Kerriann; Barnett, Adrian A. (3 de janeiro de 2019).  Nowak, Katarzyna; Barnett, Adrian A.; Matsuda, Ikki, eds. «Primates of Riverine and Gallery Forests: A Worldwide Overview». Cambridge University Press: 259–262. ISBN 978-1-316-46678-0. doi:10.1017/9781316466780.032. Consultado em 12 de dezembro de 2024
20. ↑  «Chemistry Of Different Amazonian Water Types For River Classification: A Preliminary Review». doi:10.2495/ws130021. Consultado em 12 de dezembro de 2024
21. ↑  Vogt, Richard (2008). Amazon Turtles. [S.l.]: Instituto Nacional de Pesquisas da Amazonia INPA. Trust Editions, Grafica Biblos, Lima, Perú.
22. ↑  Haugaasen, Torbjørn; Peres, Carlos A. (dezembro de 2005). «Tree Phenology in Adjacent Amazonian Flooded and Unflooded Forests 1». Biotropica (em inglês) (4): 620–630. ISSN 0006-3606. doi:10.1111/j.1744-7429.2005.00079.x. Consultado em 12 de dezembro de 2024
23. ↑  Schneider, Larissa; Vogt, Richard C. (2018).  Myster, Randall W., ed. «Turtles of the Igapó: Their Ecology and Susceptibility to Mercury Uptake». Cham: Springer International Publishing (em inglês): 161–182. ISBN 978-3-319-90122-0. doi:10.1007/978-3-319-90122-0_11. Consultado em 12 de dezembro de 2024